# Janusz Bujnicki
Janusz Marek Bujnicki (ur. 6 sierpnia 1975 w Krakowie) – polski biolog specjalizujący się w doświadczalnej i obliczeniowej biologii strukturalnej, profesor nauk biologicznych, kierownik Laboratorium Bioinformatyki i Inżynierii Białka w Międzynarodowym Instytucie Biologii Molekularnej i Komórkowej w Warszawie.

## Życiorys
W 1998 ukończył studia na Wydziale Biologii Uniwersytetu Warszawskiego, gdzie w 2001 uzyskał stopień doktora nauk biologicznych. W latach 1998–2000 odbył staż w Szpitalu Henry’ego Forda w Detroit w USA, a w 2001 w Narodowym Centrum Informacji Biotechnologicznej (NCBI) amerykańskich Narodowych Instytutów Zdrowia (NIH) w Bethesdzie. W 2008 był profesorem wizytującym na Uniwersytecie Tokijskim. 
Pracę w Międzynarodowym Instytucie Biologii Molekularnej i Komórkowej w Warszawie rozpoczął w 1999, w 2002 objął kierownictwo Laboratorium Bioinformatyki i Inżynierii Białka. W latach 2004–2020 pracował również w Instytucie Biologii Molekularnej i Biotechnologii na Wydziale Biologii UAM, gdzie od 2006 był kierownikiem grupy Laboratorium Bioinformatyki Strukturalnej.
W 2005 uzyskał habilitację w Instytucie Biochemii i Biofizyki PAN w zakresie biologii. W 2009 otrzymał tytuł profesora nauk biologicznych.
Działał w społecznym ruchu „Obywatele Nauki”, m.in. jako autor inicjatywy „Więcej dobrej nauki”, a także jako organizator konferencji i warsztatów.

## Dorobek naukowy
Janusz Bujnicki obecnie specjalizuje się w biologii strukturalnej, w szczególności dotyczącej cząsteczek RNA, z wykorzystaniem narzędzi biologii molekularnej i bioinformatyki. Jego wcześniejsze badania obejmowały również genomikę i mikrobiologię.
Prowadzony przez niego zespół zajmuje się badaniem zależności między sekwencją, strukturą i funkcją RNA oraz białek, a także badaniem oddziaływań pomiędzy tymi cząsteczkami. Badania łączą zastosowania metod teoretycznych i doświadczalnych. W szczególności grupa Janusza Bujnickiego rozwija oprogramowanie bioinformatyczne służące m.in. do przewidywania i modelowania trójwymiarowej struktury RNA i białek RNA. Jest autorem ponad 300 oryginalnych prac w czasopismach naukowych, ponad 20 artykułów przeglądowych oraz rozdziałów w książkach.

## Członkostwo
- członek Rady Doradczej ds. Polityki Naukowej Europejskiej Organizacji Biologii Molekularnej (2024-)[13]
- członek Academia Europaea[14]
- członek Europejskiej Organizacji Biologii Molekularnej (EMBO)[15]
- członek korespondent Polskiej Akademii Nauk[3] (od 2016)[16]
- członek zespołu doradczego przy Prezesie Polskiej Akademii Nauk ds. ewaluacji jakości działalności naukowej (2024-)[17]
- członek Naukowej Rady Doradczej Centrum Nauk o Życiu (Life Science Center) Uniwersytetu Wileńskiego (2023-)[18]
- doradca naukowy w Sieci Badawczej Łukasiewicz - PORT Polski Ośrodek Rozwoju Technologii, Wrocław, Polska (2019-)[19]
- członek Rady Uniwersytetu Warszawskiego 2019-2020 (był przewodniczącym w pierwszej kadencji Rady)[20] oraz 2021-2024[21].
- członek Międzynarodowej Rady Naukowej Międzynarodowego Centrum Badań nad Innowacyjnymi Materiałami Biologicznymi (ICRI-BioM), Łódź, Polska (2018-)[22]
- członek założyciel i członek zarządu Stowarzyszenia Grantobiorców ERC (Association of ERC Grantees, AERG)[23]
- członek Europejskiego Forum Doradców Naukowych (European Science Advisors Forum, ESAF, przedstawiciel Polski od 2017 r.)[24]
- były członek Akademii Młodych Uczonych PAN (2011-2016)[25]
- były członek Komitetu Biologii Ewolucyjnej i Teoretycznej PAN[26] i Komitetu Biochemii i Biofizyki PAN[27]
- członek założyciel i wiceprezes (2008–2010) oraz prezes (2011–2013) Polskiego Towarzystwa Bioinformatycznego
- były członek panelu Life, Environmental and Geo Sciences (LEGS) organizacji Science Europe[28]
- były członek komitetu naukowego inicjatywy Innovative Medicines Initiative[29]

## Odznaczenia i wyróżnienia
Laureat Programu Młodego Naukowca Europejskiej Organizacji Biologii Molekularnej (EMBO) i amerykańskiego Instytutu Medycznego Howarda Hughesa (HHMI) w 2002. Pierwszy polski laureat grantu w dziedzinie nauk biologicznych przyznawanego przez Europejską Radę ds. Badań Naukowych (ERC) w 2010. W 2013 zwyciężył w plebiscycie „Polacy z Werwą” w kategorii Nauka. Laureat Nagrody Narodowego Centrum Nauki w 2014. W 2019 otrzymał nagrodzę André Mischke Prize for Science and Policy przyznawaną przez Young Academy of Europę.
W 2014 został odznaczony przez prezydenta Bronisława Komorowskiego Krzyżem Kawalerskim Orderu Odrodzenia Polski. 